# Anthony Price
Alan Anthony Price (16. August 1928 in Hertfordshire – 30. Mai 2019) war ein britischer Schriftsteller, der außerdem lange als Journalist und Herausgeber tätig war.

## Leben
Nach seinem Besuch der King’s School in Canterbury diente Price von 1947 bis 1949 in der British Army, die er mit dem Rang eines Captain verließ. Sein Studium am Merton College in Oxford schloss er 1952 mit dem M.A. ab. Von 1952 bis 1988 arbeitete Price als Journalist bei der Westminster Press, von 1972 bis 1988 außerdem als ein Herausgeber der Oxford Times.
International bekannt wurde Price als Autor von Spionage-Thrillern, die zwischen 1970 und 1989 als Serie von 19 Romanen um das Duo Dr David Audley und Colonel Jack Butler erschienen. Sein auch im deutschsprachigen Raum bekanntester Roman ist Other Paths to Glory (1974; dt. 1977 als Umwege zum Ruhm), für den er 1974 den Gold Dagger erhielt. Drei seiner Romane wurden 1986 für das Fernsehen verfilmt.
Price war seit 1953 verheiratet und Vater zweier Söhne und einer Tochter.

## Auszeichnungen
- 1970: Silver Dagger für The Labyrinth Makers
- 1974: Gold Dagger für Other Paths to Glory
- 1978: Schwedischer Krimipreis – Kategorie Bester ins Schwedische übersetzte Kriminalroman für Blindgångarna (Original: Other Paths to Glory)
- 1985: Deutscher Krimi Preis – International 2. Platz für Ein Spiel für Profis & Die Chandos-Falle

## Werke

### SerieDr David Audley and Colonel Jack Butler
- The Labyrinth Makers (1970)
  - dt.: Labyrinth (1986)
- The Alamut Ambush (1971)
  - dt.: Die Bombe. Kriminalroman (1973); NA 1986 als Hinterhalt
- Colonel Butler’s Wolf (1972)
  - dt.: Colonel Butlers Wolf (1986)
- October Men (1973)
  - dt.: Oktobermänner (1978)
- Other Paths to Glory (1974)
  - dt.: Umwege zum Ruhm (1977)
- Our Man in Camelot (1975)
  - dt.: Agent für König Artus (1980); NA 1987 als Unser Mann in Camelot
- War Game (1976)
  - dt.: Ein Spiel für Profis (1984)
- The '44 Vintage (1978)
  - dt.: Die Chandos-Falle (1979)
- Tomorrow’s Ghost (1979)
  - dt.: Geister von morgen (1986)
- The Hour of the Donkey (1980)
  - dt.: Aufmarsch der Esel (1986)
- Soldier No More (1981)
  - dt.: Kein Platz für Krieger (1987)
- The Old Vengeful (1982)
  - dt.: Das Vengeful-Komplott (1987)
- Gunner Kelly (1983)
  - dt.: Gunner Kelly (1987)
- Sion Crossing (1984)
  - dt.: Spione am Kreuzweg (1987)
- Here Be Monsters (1985)
  - dt.: Unter Ungeheuern (1988)
- For the Good of the State (1986)
  - dt.: Im Namen der Nation (1989)
- A New Kind of War (1987)
  - dt.: Auf blutigem Boden (1989)
- A Prospect of Vengeance (1988)
  - dt.: Wer zuletzt rächt ... (1991)
- The Memory Trap (1989)

### Sachliteratur
- The Eyes of the Fleet: A Popular History of Frigates and Frigate Captains, 1793–1815 (1980)